# Alströmeriasläktet
Alströmeriasläktet (Alstroemeria) är ett växtsläkte i familjen alströmeriaväxter med 125 arter från två regioner i Sydamerika: Anderna i centrala Chile och östra Brasilien.

## Arter
Enligt Catalogue of Life ingår följande 125 arter i släktet:

- Alstroemeria achirae
- Alstroemeria albescens
- Alstroemeria altoparadisea
- Alstroemeria amabilis
- Alstroemeria amazonica
- Alstroemeria andina
- Alstroemeria angustifolia
- Alstroemeria annapolina
- Alstroemeria apertiflora
- Alstroemeria aquidauanica
- Alstroemeria arnicana
- Alstroemeria aulica
- Alstroemeria aurea
- Alstroemeria bahiensis
- Alstroemeria bakeri
- Alstroemeria bilabiata
- Alstroemeria brasiliensis
- Alstroemeria burchellii
- Alstroemeria cabralensis
- Alstroemeria caiaponica
- Alstroemeria calliantha
- Alstroemeria cantillanica
- Alstroemeria capixaba
- Alstroemeria caryophyllaea
- Alstroemeria chapadensis
- Alstroemeria chorillensis
- Alstroemeria crispata
- Alstroemeria cuiabana
- Alstroemeria cultrifolia
- Alstroemeria cunha
- Alstroemeria decora
- Alstroemeria diluta
- Alstroemeria discolor
- Alstroemeria douradensis
- Alstroemeria espigonensis
- Alstroemeria exserens
- Alstroemeria fiebrigiana
- Alstroemeria firmulifolia
- Alstroemeria foliosa
- Alstroemeria fuscovinosa
- Alstroemeria garaventae
- Alstroemeria gardneri
- Alstroemeria glaucandra
- Alstroemeria gouveiana
- Alstroemeria graminea
- Alstroemeria hookeri
- Alstroemeria huemulina
- Alstroemeria ibitipocae
- Alstroemeria igarapavica
- Alstroemeria inodora
- Alstroemeria isabelleana
- Alstroemeria itabiritensis
- Alstroemeria itatiaica
- Alstroemeria jequitiana
- Alstroemeria jocunda
- Alstroemeria julieae
- Alstroemeria kingii
- Alstroemeria lactilutea
- Alstroemeria landimana
- Alstroemeria leporina
- Alstroemeria ligtu
- Alstroemeria litterata
- Alstroemeria longaviensis
- Alstroemeria longistaminea
- Alstroemeria longistyla
- Alstroemeria lutea
- Alstroemeria magna
- Alstroemeria magnifica
- Alstroemeria malmeana
- Alstroemeria modesta
- Alstroemeria mollensis
- Alstroemeria monantha
- Alstroemeria monticola
- Alstroemeria nidularis
- Alstroemeria nivea
- Alstroemeria ochracea
- Alstroemeria orchidioides
- Alstroemeria oreas
- Alstroemeria pallida
- Alstroemeria paraensis
- Alstroemeria patagonica
- Alstroemeria paupercula
- Alstroemeria pelegrina
- Alstroemeria penduliflora
- Alstroemeria philippii
- Alstroemeria piauhyensis
- Alstroemeria plantaginea
- Alstroemeria poetica
- Alstroemeria polpaicana
- Alstroemeria polyphylla
- Alstroemeria presliana
- Alstroemeria pseudospathulata
- Alstroemeria pubiflora
- Alstroemeria pudica
- Alstroemeria pulchella
- Alstroemeria pulchra
- Alstroemeria punctata
- Alstroemeria pygmaea
- Alstroemeria radula
- Alstroemeria recumbens
- Alstroemeria revoluta
- Alstroemeria ribeirensis
- Alstroemeria roseoviridis
- Alstroemeria rupestris
- Alstroemeria sabulosa
- Alstroemeria schizanthoides
- Alstroemeria sellowiana
- Alstroemeria spathulata
- Alstroemeria speciosa
- Alstroemeria spectabilis
- Alstroemeria stenopetala
- Alstroemeria stenophylla
- Alstroemeria talcaensis
- Alstroemeria timida
- Alstroemeria tombolatoana
- Alstroemeria umbellata
- Alstroemeria variegata
- Alstroemeria venusta
- Alstroemeria versicolor
- Alstroemeria virginalis
- Alstroemeria viridiflora
- Alstroemeria werdermannii
- Alstroemeria xavantinensis
- Alstroemeria yaelae
- Alstroemeria zoellneri